# Чукарин, Николай Иванович
Никола́й Ива́нович Чука́рин (21 декабря 1934, ст. Заповедная, Ростовская область, РСФСР — 17 августа 2014, Москва, Россия) — советский военачальник, заместитель главнокомандующего Войсками ПВО СССР и России (1988—1995), генерал-полковник в отставке.

## Биография
В 1956 году окончил Житомирское артиллерийско-зенитное училище, в 1970 году — военную академию ПВО, в 1975 году — Военную академию Генерального Штаба.
Был командиром зенитно-ракетной бригады, затем дивизии, корпуса.
- 1979—1986 гг. — командующий войсками ПВО Дальневосточного военного округа,
- 1986—1988 гг. — командующий ПВО войск Западного направления,
- 1988—1995 гг. — заместитель Главнокомандующего Войск ПВО по боевой подготовке.

В 1995 году уволен в запас.
Похоронен на Федеральном военном мемориальном кладбище.

## Награды
Награждён орденами Красной Звезды, «За службу Родине в Вооруженных Силах СССР» III степени.